# سفن آرتس
سفن آرتس أو الفنون السبعة، هي مجلة أدبية صغيرة، أشرف على تحريرها كلاً من جيمس أوبنهايم، والدو فرانك، وفان ويك بروكس؛ ظهرت شهريًا من نوفمبر 1916 حتى أكتوبر 1917، ساهم فيها العديد من الفنانين أمثال: شيروود أندرسون، جي دي بيريسفورد، راندولف بورن، ثيودور درايزر، روبرت فروست، جبران خليل جبران، دي إتش لورانس، إيمي لويل، بول روزنفيلد، ولويس أونترماير.